# آمینوپنی‌سیلین

ساختار عمومی آمینوپنی‌سیلین ها

آمپی‌سیلین

آمینوپنی‌سیلین (انگلیسی: Aminopenicillin) دسته ای از آنتی بیوتیک ها هستند که در خانواده پنی سیلین ها قرار دارند و آنالوگ ساختاری آمپی‌سیلین محسوب می شوند.